# クロム
クロム（英: chromium [ˈkroʊmiəm]、独: Chrom [ˈkroːm]、羅: chromium、中: 鉻)は、原子番号24の元素。元素記号はCr。クロム族元素のひとつ。

## 名称
1797年、酸化状態によってさまざまな色を呈することからギリシャ語のχρωμα（chrōma、色）にちなんでルネ＝ジュスト・アユイにより命名された。別名クロミウム。

## 性質
クロムは銀白色の金属で硬く、融点は1907 °C、沸点は2671 °C（ほかに融点に関しては1857 °C、沸点に関しては2200 °C、2690 °Cという値がある）。ネール点は34.85 °C。
クロムには3つの同素体(α、β、γ）があり、それぞれの結晶構造は体心立方格子構造、面心立方格子構造、六方最密充填構造である。

## 歴史
1797年にフランスのルイ＝ニコラ・ヴォークランによってシベリア産の紅鉛鉱（クロム酸鉛、PbCrO4）から発見された。ヴォークランはこの翌年（1798年）ルビーが赤いこと、エメラルドが緑色であることについて、クロムが不純物として入っているためであることを発見した。
かつて、兵馬傭坑より出土した青銅の剣や矛・戟・弓矢からクロムが検出されたこと、またそれらの多くに錆びた痕跡がないことから、秦代にクロムによる耐食加工技術が用いられていたという説が唱えられていたが、2019年の調査によって、クロムは兵士像に塗布されていた塗料由来のものであり、耐食加工の痕跡ではないことが明らかにされた
。

## 用途
金属としての利用は、光沢があること、硬いこと、耐食性があることを利用するクロムメッキとしての用途が大きい。また、鉄と10.5 %以上のクロムを含む合金（フェロクロム）はステンレス鋼と呼ぶ。ステンレス鋼ではクロムが不動態皮膜を形成し、ほとんど錆を生じないため車両や機械といった重工業製品から流し台、包丁などの台所用品まで幅広い用途がある。
この金属は産業上、重要性が高いものの、産出地に偏りがあり供給構造が脆弱である。日本では、国内で消費される鉱物資源の多くが他国からの輸入で賄われている実情から、万一の国際情勢の急変に対する安全保障策として、国内消費量の最低60日分を国家備蓄すると定められている。

## 必須元素としてのクロム
クロムは人間にとって微量必須元素である。1日の必要量は50–200 μg。クロムを多く含む食品は、ビール酵母、レバー、エビ、未精製の穀類、豆類、キノコ類、黒胡椒などである。
クロムは、インスリンが体内でレセプターと結合するのを助ける働きをしている耐糖因子を構成する材料となるため、クロムが体内で不足すると、糖代謝の異常が起こり糖尿病の発症に至る可能性がある。
もともとクロムは体内に吸収されにくいミネラルであるが、穀物を精製するとクロムが大幅に失われてしまう問題が存在する。小麦粉の場合、精白すると98 %のクロムが失われ、米を精米すると92 %のクロムが失われるとされている。そのため、体内へのクロム吸収率の向上を図ったサプリメントなども開発・販売されている。

## クロムの毒性
クロム単体および3価のクロムは毒性がない一方で、6価のクロム化合物（六価クロム）は毒性が高い。かつては六価クロムをメッキ用途として使うことが多かったが、土壌汚染を起こすなどでしばしば問題視され、亜鉛メッキ上のクロメート処理では使われなくなってきているが、クロムメッキでは酸化クロム(VI)を使用したメッキ液が主流である。また、たばこに含まれる発がん性物質としても知られる。
4価のクロム化合物はWHOの下部機関IARCより発癌性があると（Type1）勧告されている。

## RoHS規制物質としてのクロム
EU-RoHSにおいては6価クロムの濃度を0.1 %以下に抑えること、中国版RoHSにおいては意図的添加、処理を規制対象としている。検出方法としてはジフェニルカルバジド法を用いる。これは6価クロムが1,5-ジフェニルカルボノヒドラジドと酸性溶液中で反応してクロム‐ジフェニルカルバゾン錯体を形成することを利用したもので、紫外可視分光光度計を用いて吸光度を測定し、濃度を求める。この際、共存元素（3価鉄、5価バナジウム、6価モリブデン）の影響を受ける。

## クロムの化合物
- 酸化クロム - 5種類が存在する。

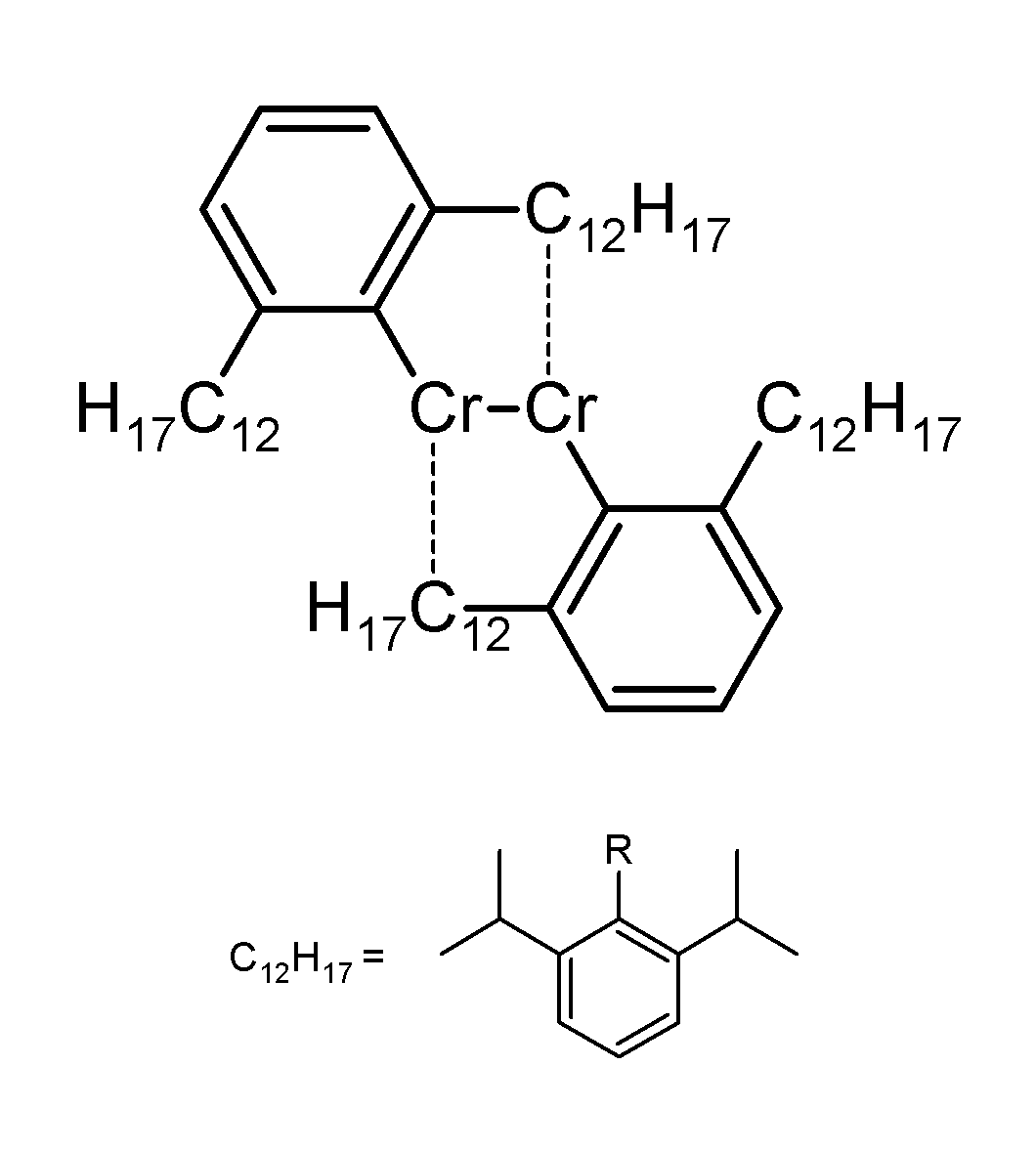
五重結合状態のクロム化合物を化学構造式で表現した図

  - 酸化クロム(II)（CrO） - 酸化クロムの1種。
  - 酸化クロム(III)（Cr2O3） - 同上。
  - 酸化クロム(VI)（CrO3） - 同上。
- クロム酸カリウム（K2CrO4） - 6価の化合物で、強力な酸化剤。劇物として扱われ、6価クロムによる汚染の際、問題になることも多い。
- 二クロム酸カリウム（K2Cr2O7） - クロム酸カリウムと同じく、強力な酸化剤。
- クロム酸鉛（PbCrO4） - 紅鉛鉱として天然に産するほか、黄色顔料・黄鉛（クロムイエロー）として使われる。
- クロム酸亜鉛（ZnCrO4） - 黄色顔料・ジンククロメート（亜鉛黄、ジンクイエロー）として使われる。
- クロム酸カルシウム（CaCrO4） - 黄色顔料・カルシウム黄（カルシウムイエロー）として使われる。
- クロム酸ストロンチウム（SrCrO4） - 黄色顔料・ストロンチウムクロメート（ストロンシャンイエロー、ストロンチウムイエロー）として使われる。
- クロム酸バリウム（BaCrO4） - 黄色顔料・バリウムクロメート（バリウムイエロー、バリウム黄）として使われる。

## 国別の産出量
2019年における国別の産出量は以下の通りである。
| 順位 | 国               | クロム鉱の産出量/(1000 t) |
| ---- | ---------------- | ------------------------- |
| 1    | 南アフリカ共和国 | 17000                     |
| 2    | トルコ           | 10000                     |
| 3    | カザフスタン     | 6700                      |
| 4    | インド           | 4100                      |
| 5    | フィンランド     | 2200                      |
| 6    | その他           | 4000                      |